# Лейн (лунный кратер)
Кратер Лейн (лат. Lane) — крупный ударный кратер в экваториальной области обратной стороны Луны. Название присвоено в честь американского астрофизика Джонатана Гомера Лейна (1819—1880) и утверждено Международным астрономическим союзом в 1970 г.  Образование кратера относится к позднеимбрийскому периоду.

## Описание кратера

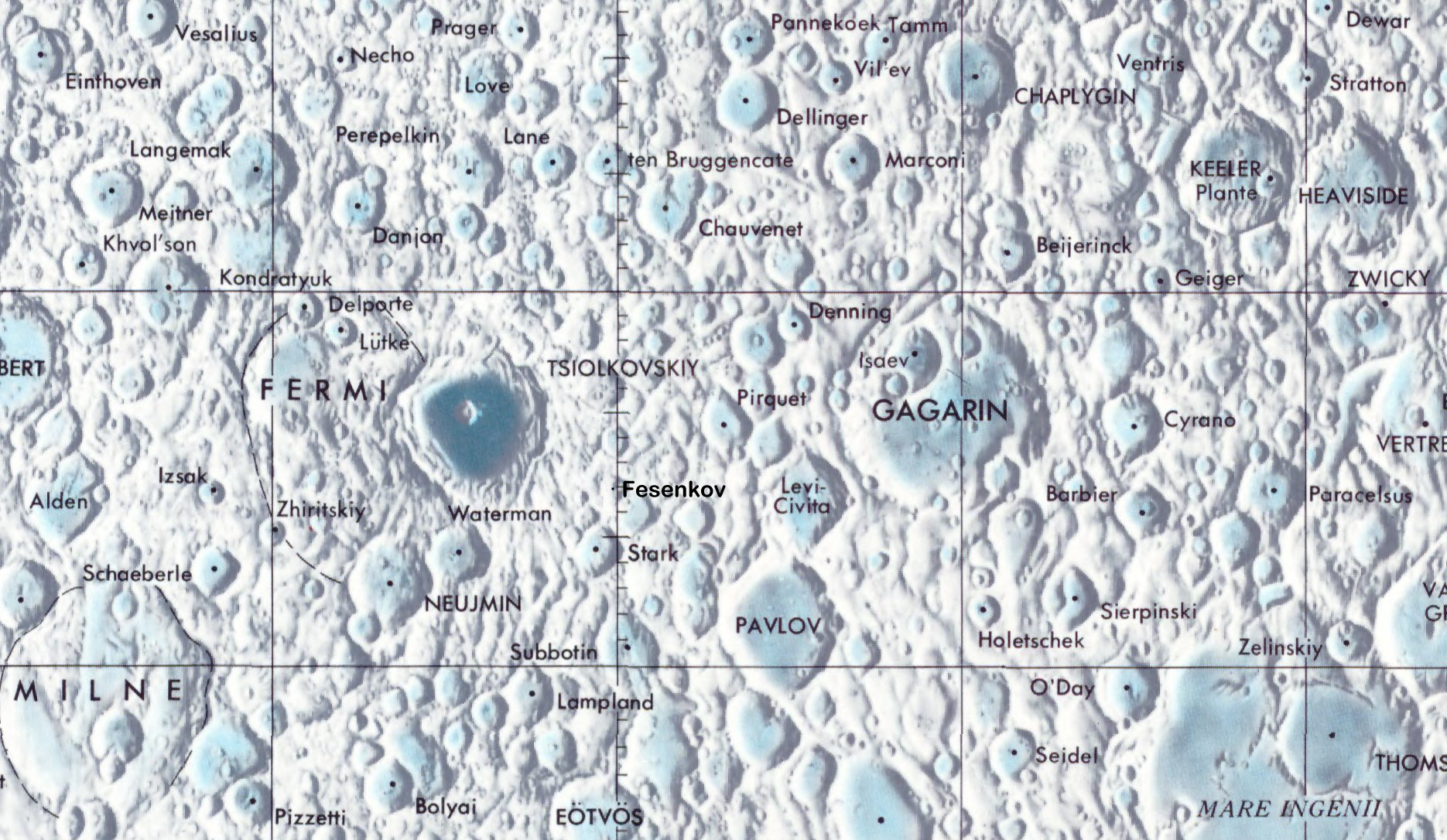
Окрестности кратера Лейн. Фрагмент карты LPC-1.

Ближайшими соседями кратера являются кратер Перепёлкин на западе; кратер Лав на северо-западе; кратер Тен Бруггенкате на востоке; кратер Волков на юге и кратер Добровольский на юго-западе. Селенографические координаты центра кратера 9°30′ ю. ш. 132°22′ в. д. / 9,5° ю. ш. 132,36° в. д., диаметр 53,8 км, глубина 2,4 км.
Кратер Лейн имеет полигональную форму с небольшим выступом в южной части и умеренно разрушен. Вал сглажен, в южной части перекрыт приметным маленьким чашеобразным кратером. Внутренний склон сравнительно узкий, сохранил остатки террасовидной структуры. Высота вала над окружающей местностью достигает 1170 м, объем кратера составляет приблизительно 2500 км³. Дно чаши пересеченно, в юго-восточной части чаши находятся два маленьких кратера, в центре чаши расположен невысокий хребет.

## Сателлитные кратеры

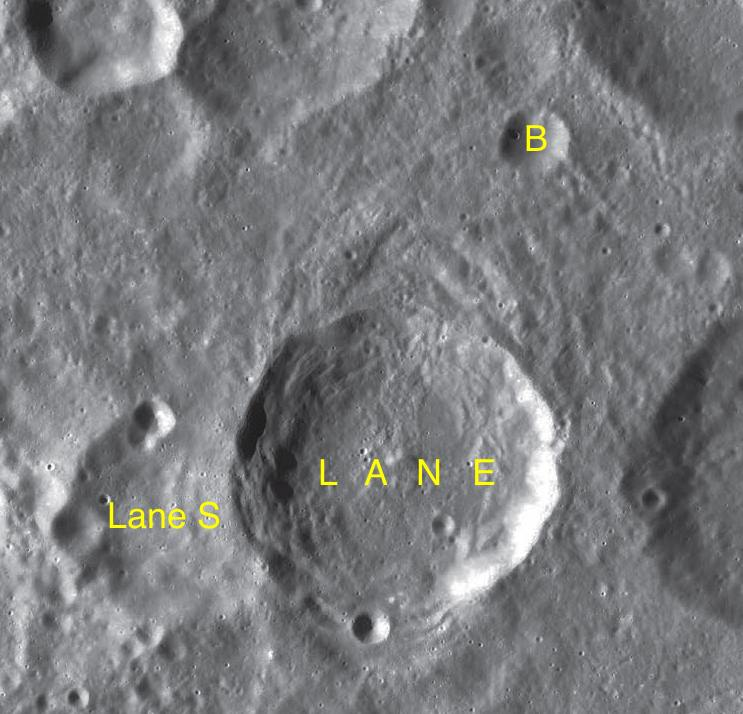
Фрагмент карты LAC-84.

| Лейн | Координаты                                            | Диаметр, км |
| ---- | ----------------------------------------------------- | ----------- |
| B    | 7°42′ ю. ш. 133°09′ в. д. / 7,7° ю. ш. 133,15° в. д.  | 12,0        |
| S    | 9°50′ ю. ш. 131°04′ в. д. / 9,84° ю. ш. 131,06° в. д. | 34,4        |

## См.также
- Список кратеров на Луне
- Лунный кратер
- Морфологический каталог кратеров Луны
- Планетная номенклатура
- Селенография
- Минералогия Луны
- Геология Луны
- Поздняя тяжёлая бомбардировка